# Armstrong Siddeley Panther
L'Armstrong Siddeley Panther, precedentemente Jaguar Major, era un motore aeronautico radiale a 14 cilindri a doppia stella prodotto dall'azienda britannica Armstrong Siddeley dai tardi anni venti ai trenta.

## Velivoli utilizzatori
Germania
- Junkers W 34 fy ed fg

 Lituania
- ANBO-IV (solo prototipo)

 Norvegia
- Marinens Flyvebaatfabrikk M.F.11

 Paesi Bassi
- Fokker C.V

 Regno Unito
- Armstrong Whitworth Atlas Mk II
- Armstrong Whitworth A.W.XIV Starling MkII
- Armstrong Whitworth A.W.16
- Armstrong Whitworth A.W.35 Scimitar
- Fairey Gordon
- Hawker Hoopoe
- Supermarine Air Yacht
- Westland Wapiti V (primo prototipo)